# Andrzej Bendig-Wielowiejski
Andrzej Maria Bendig-Wielowiejski (ur. 2 lutego 1949 w Stargardzie) – doktor informatyki (specjalność: sieci komputerowe). Jeden ze współtwórców infrastruktury klucza publicznego oraz rozwoju technologii podpisu elektronicznego w Polsce.

## Życiorys
Ukończył Liceum Ogólnokształcące im. A. Mickiewicza w Stargardzie. Od 1966 r. studiował na Politechnice Szczecińskiej, a następnie w Leningradzkim Instytucie Elektrotechnicznym, gdzie w 1972 uzyskał tytuł zawodowy magistra inżyniera elektronika. Po studiach pracował jako inżynier automatyk i informatyk, między innymi w ZETO. W latach 1982–2000 pracownik naukowy Politechniki Szczecińskiej (adiunkt Wydziału Informatyki).
W 1991 wygrał konkurs na stanowisko dyrektora naczelnego Zakładu Elektronicznej Techniki Obliczeniowej w Szczecinie (ZETO), który sprywatyzował, zmieniając jego nazwę na Unizeto. Od 1993 r. prezes zarządu Unizeto Sp. z o.o., a po przekształceniu jej w spółkę akcyjną od 2005 r. do marca 2015 r. prezes zarządu Unizeto Technologies SA z centralą w Szczecinie i biurami terenowymi w Katowicach, Koszalinie, Lublinie i Warszawie, integratora i producenta systemów informatycznych w Polsce, znanego z usług i własnych rozwiązań związanych z podpisem i dokumentem elektronicznym. Był jednym z głównych akcjonariuszy spółki, która w wyniku akwizycji z końcem lutego 2015 r. znalazła się w Grupie Kapitałowej Asseco, a z dniem 1 kwietnia 2016 r. w wyniku procesu połączenia została w całości włączona do Asseco Data Systems S.A. 15 grudnia 1998 utworzył w Unizeto pierwszy w Polsce urząd certyfikacji świadczący publiczne usługi certyfikacyjne związane z podpisem elektronicznym (CERTUM – Powszechne Centrum Certyfikacji).
Pomysłodawca i główny organizator (od 2001 r.) Europejskiego Forum Podpisu Elektronicznego (EFPE) – corocznej, największej w Europie międzynarodowej konferencji poświęconej elektronicznym usługom zaufania na rynku cyfrowym.
Członek Zachodniopomorskiej Rady Społeczeństwa Informacyjnego przy Marszałku województwa zachodniopomorskiego (2008–2010) oraz Rady Gospodarczej przy Prezydencie Miasta Szczecin (2009–2011). Od 2003 do czerwca 2014 zasiadał w radzie nadzorczej Szczecińskiego Parku Naukowo-Technologicznego (od 2005 jako przewodniczący rady).
W latach 2007–2022 Konsul Honorowy Federacji Rosyjskiej w Szczecinie. Po rozpoczęciu inwazji rosyjskiej na Ukrainę złożył 28 lutego 2022 r. rezygnację z pełnionej funkcji konsula.
Od roku 1974 tłumacz przysięgły języka rosyjskiego.

## Nagrody i wyróżnienia
- Złoty Krzyż Zasługi (2004) za zasługi dla rozwoju polskiej przedsiębiorczości nadany z rąk Prezydenta RP Aleksandra Kwaśniewskiego[9]
- Menedżer Roku i Menadżer Pomorza 2001[2]
- Srebrny Inżynier 2009 w kategorii „high-tech” (Przegląd Techniczny, NOT)